# Aleksandr Winokurow
Aleksandr Nikołajewicz Winokurow (ros. Александр Николаевич Винокуров, ur. 16 września 1973 w Pietropawłowsku) – kazachski kolarz, mistrz i wicemistrz olimpijski, zawodnik profesjonalnej grupy Pro Team Astana.
Wśród jego sukcesów można wymienić dwukrotne zwycięstwo w wyścigu Paryż-Nicea (2002 i 2003), zwycięstwo w Deutschland Tour (2001), w Tour de Suisse (2002), w wyścigu Pucharu Świata Amstel Gold Race (2003) i liczne pojedyncze zwycięstwa etapowe (m.in. w Tour de Pologne 1998). Ma tytuł wicemistrza olimpijskiego w wyścigu szosowym z Sydney (2000), za Janem Ullrichem (Niemcy) i mistrza olimpijskiego z Londynu (2012). Ma też trzy medale wywalczone na igrzyskach azjatyckich (na igrzyskach w Hiroszimie w 1994 zdobył złoty i srebrny medal, na igrzyskach w Pusanie w 2002 zaś zdobył tytuł wicemistrzowski).
W Tour de France wygrał dotąd cztery etapy, w 2003 był trzeci w klasyfikacji generalnej, a w 2005 – piąty. Jesienią 2004 zdobył brązowy medal mistrzostw świata w jeździe indywidualnej na czas, a wiosną 2005 wygrał prestiżowy (dawniej figurujący w kalendarzu Pucharu Świata) wyścig Liège-Bastogne-Liège. W 2006 zwyciężył w Vuelta a España (jeden z trzech Wielkich Tourów).
24 lipca 2007, dzień po zwycięstwie w 15. etapie Tour de France Winokurow miał „pozytywny” wynik testów antydopingowych. Zarzucono mu przetoczenie krwi przed czasówką (13. etap), którą wygrał. Taki sam wynik dały badania krwi Kazacha po 15. etapie. Ekipa natomiast wycofała się z dalszej jazdy w wyścigu. Miało to związek z aferą dopingową Operación Puerto.
Pierwotnie został zdyskwalifikowany przez rodzimą federację kolarską na rok, po czym w grudniu 2007 ogłosił zakończenie kariery. We wrześniu 2008 zapowiedział swój powrót na trasy kolarskie, jednak UCI złożyła apelację do Sportowego Sądu Arbitrażowego (CAS), nie zgadzając się na nałożoną pierwotnie karę zaledwie jednorocznej dyskwalifikacji kolarza. Standardowo zawodnik przyłapany na dopingu powinien zostać zdyskwalifikowany na dwa lata. Taką samą apelację UCI złożyła już w 2007, ale została ona wycofana, gdy Winokurow ogłosił koniec kariery. CAS przychylił się apelacji, wskutek czego okres dyskwalifikacji oficjalnie wygasł 24 lipca 2009.
Winokurow powrócił do ścigania w sierpniu 2009 w barwach swojej poprzedniej grupy Astana. Miesiąc później został włączony do składu na Vueltę. W 2010 odniósł swój największy sukces po powrocie, wygrywając po raz kolejny słynny belgijski klasyk Liège-Bastogne-Liège. W 2011 wycofał się na trasie 9. etapu Wielkiej Pętli po kraksie, w wyniku której doznał złamania kości udowej. Po wypadku Kazach zapowiedział zakończenie kariery sportowej, jednak w sezonie 2012 wrócił do ścigania.
Na Letnich Igrzyskach Olimpijskich w Londynie zdobył złoty medal w wyścigu ze startu wspólnego.

## Najważniejsze zwycięstwa i sukcesy
- 1998
  - Quatre Jours de Dunkerque
  - Tour de Picardie plus etap
  - Circuit de Lorraine plus etap
  - etap w Tour de Pologne
- 1999
  - Critérium du Dauphiné Libéré plus etap
  - Dookoła Walencji plus etap
  - dwa etapy w Grand Prix du Midi Libre
  - etap w Tour du Limousin
- 2000
  - etap w Vuelta a España
  - etap w Tour de Suisse
  - srebrny medal olimpijski w wyścigu ze startu wspólnego
- 2001
  - Deutschland Tour plus etap
  - etap w Tour de Suisse
- 2002
  - Paryż-Nicea plus etap
  - etap w Tour de Suisse
- 2003
  - Amstel Gold Race
  - Paryż-Nicea plus etap
  - Tour de Suisse plus etap
  - etap w Tour de France i trzecie miejsce w klasyfikacji generalnej
- 2004
  - Regio-Tour plus dwa etapy
  - trzy etapy w Paryż-Nicea
  - brązowy medal mistrzostw świata w jeździe indywidualnej na czas
- 2005
  - Liège–Bastogne–Liège
  - mistrzostwo Kazachstanu w wyścigu ze startu wspólnego
  - etap w Critérium du Dauphiné Libéré
  - dwa etapy w Tour de France
- 2006
  - Vuelta a España plus trzy etapy
  - Vuelta a Castilla y León plus etap
  - brązowy medal mistrzostw świata w jeździe indywidualnej na czas
- 2007
  - dwa etapy w Critérium du Dauphiné Libéré i klasyfikacja punktowa
- 2009
  - Chrono des Nations
  - mistrzostwo Azji w jeździe indywidualnej na czas
  - etap w Tour de l’Ain
- 2010
  - Liège–Bastogne–Liège
  - Giro del Trentino plus etap
  - etap w Tour de France
- 2011
  - Vuelta al País Vasco
- 2012
  - Mistrzostwo olimpijskie w wyścigu ze startu wspólnego